# Spicciano
Spicciano, dal latino Spiccianum, è un piccolo borgo adagiato ai piedi del monte Maglio, poco distante dall'abbazia di Vaiano, in Toscana. 
Nel 1128 è annoverato nelle proprietà degli abati di San Miniato al Monte di Firenze e, nel 1221 della famiglia Drudoli.
La villa con l'oratorio, i casolari e le terre circostanti furono donate all'ospedale Misericordia e Dolce di Prato nei primi anni del Quattrocento. 
All'inizio dell'Ottocento, dopo le campagne napoleoniche, la villa e le terre furono acquistate da don Giuseppe Orlandi, che ristrutturò completamente la residenza e l'oratorio nel 1823.
Durante la seconda guerra mondiale fu base delle forze armate tedesche in ritirata (linea Gotica). La villa venne parzialmente distrutta dai bombardamenti americani nel 1944.